# Hexagonální voda
Hexagonální voda, také známá jako EZ voda, strukturovaná voda, klastrová voda, H3O2 nebo H3O2 je termín používaný v marketingovém podvodu. Podle tohoto podvodu má voda schopnost vytvořit určitou konfiguraci, která je pro lidské tělo lepší. Termín "hexagonální voda" odkazuje na shluk molekul vody tvořících šestiúhelníkový tvar, který mimo jiné údajně zvyšuje absorpci živin, odstraňuje metabolické odpady a zlepšuje buněčnou komunikaci. Podvod využívá omezené znalosti spotřebitele o chemii, fyzice a fyziologii. Gelová voda je zmiňována ve verzi podvodu, ve kterém rostliny nebo zvířecí fascie údajně vytvářejí nebo obsahují "čtvrtou fázi vody" s vodíkem a kyslíkem navíc, navzdory skutečnosti, že tato sloučenina není ani voda a ani není stabilní.

## Neslučitelnost s vědou
Koncept hexagonální vody se střetává s několika zavedenými vědeckými myšlenkami. Ačkoli byly shluky vody pozorovány experimentálně, mají velmi krátkou životnost: vodíkové vazby neustále zanikají a vznikají nové v časových intervalech kratších než 200 femtosekund. To je v rozporu s tvrzením hexagonálního modelu vody, že konkrétní struktura hexagonální vody je stejnou strukturou, kterou používá tělo. Podobně hexagonální model vody tvrdí, že tato konkrétní struktura vody „rezonuje s energetickými vibracemi těla, aby zesílila životní sílu“. Ačkoli molekuly vody silně absorbují energii v infračerveném rozsahu elektromagnetického spektra, neexistuje žádný vědecký důkaz, který by podporoval tvrzení, že by byly pomocí bombardování energií těchto frekvencí vytvořeny polymery vody ve tvaru šestiúhelníku.
Zastánci hexagonálního modelu vody tvrdí, že měřitelné rozdíly mezi komerčně dostupnými produkty „hexagonální vody“ a vodou z vodovodu pod 17O nukleární magnetickou rezonanční spektroskopií ukazují na speciální vlastnosti hexagonální vody. Touto metodou však nejsou pozorovány žádné významné rozdíly mezi předpokládanou „hexagonální vodou“, ultračistou vodou a lidskou močí. Experimentální pozorování shluků vody vyžaduje spektroskopické nástroje, jako je spektroskopie s vibračním rotačním tunelem (VRT) na dálku (FIR) (technika infračervené spektroskopie).